# Petralona
Petralona (in greco Πετράλωνα?) è un comune della Grecia situato nella Macedonia Centrale  a circa 35 chilometri da Salonicco.
È nota per la Grotta di Petralona dove nel 1960 fu trovato il fossile di un cranio di un ominide della specie Homo heidelbergensis, classificato come Petralona 1, datato a circa 350.000 anni fa.
Il Museo antropologico di Petralona espone una selezione degli oggetti ritrovati nella grotta.